# リトアニア語の方言

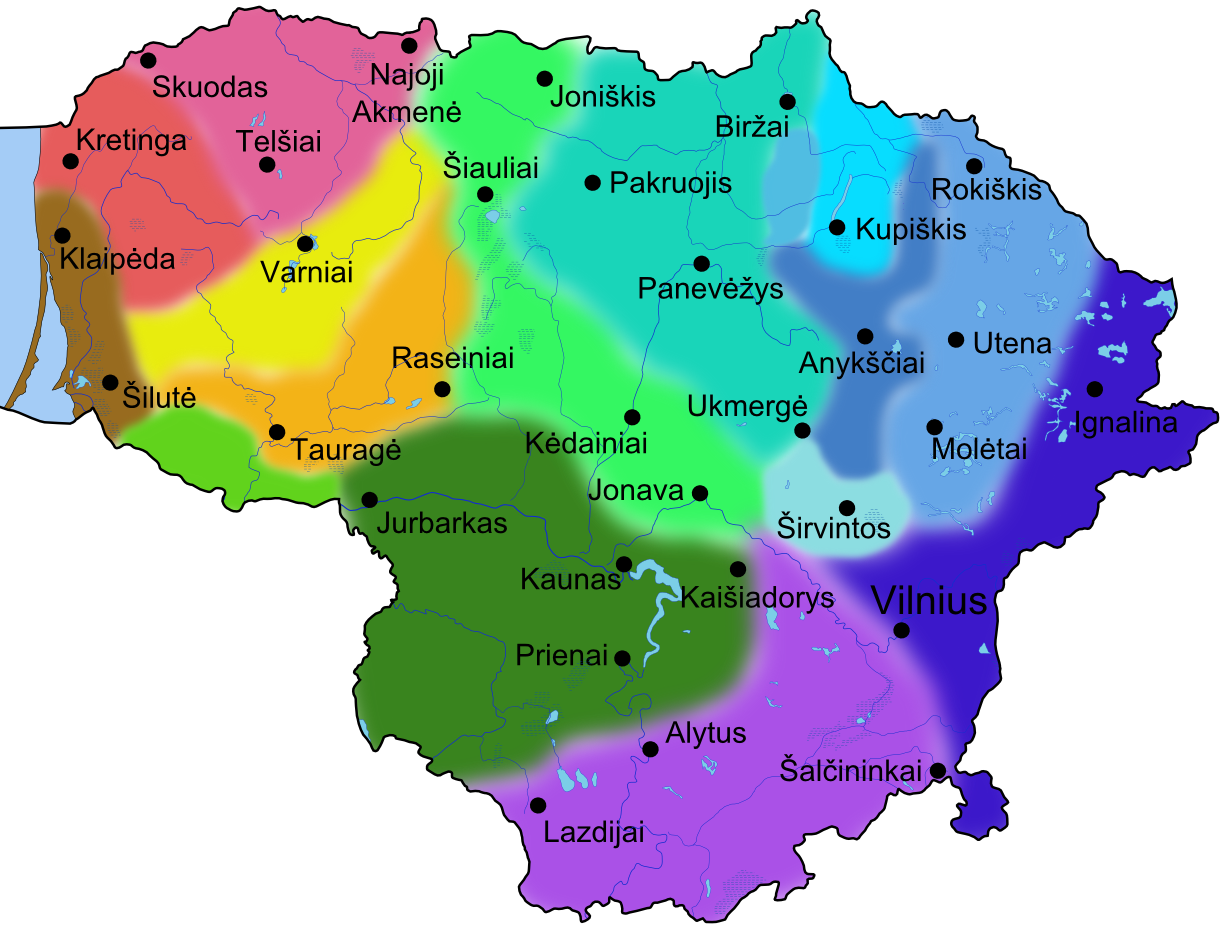
リトアニア語の方言の分布

リトアニア語の方言（リトアニアごのほうげん）は、2通りに分類される。
まず、アンタナス・バラナウスカス (Antanas Baranauskas) による分類があげられる。この分類法は、後にジグマス・ジンケヴィチュス (Zigmas Zinkevičius) やアレクサス・ギルデニス (Aleksas Girdenis) によって拡充された。
次に、カジミエラス・ヤウニュス (Kazimieras Jaunius) による分類があげられる。この分類法は、後にアンタナス・サリース (Antanas Salys) によって拡充された。
両者の概念の違いはそれほど大きくない。両者を比較すると前者の分類は後者に比べて東アウクシュタイティヤの方言をより包括的に説明している。これは、バラナウスカスがアウクシュタイティヤ地方出身であったために、アウクシュタイティヤの方言をより詳しく説明したためである（対して、ヤウニュスはジェマイティヤ地方出身である）。

## ジンケヴィチュスやギルデニスによる分類
- ジェマイティヤ方言:
  - 西ジェマイティヤ方言 - カルクレ、クライペダ、プリケイ、プリエクレ、シルテ、ジャルデ
  - 北ジェマイティヤ方言:
    - クレティンガ方言 - クレティンガ、ダルベナイ、エンドリエヤヴァス、ガルグジュダイ、ユドレナイ、カルナリス、クレイ、モセディス、パランガ、プルンゲ、リエタヴァス、サランタイ、ヴェイヴィルジェナイ
    - テルシェイ方言 - テルシェイ、ガドゥーナヴァス、イーラケイ、クリーコレイ、ルオケ、マジェイケイ、パピレ、パケレイ、セダ、スクオダス、ヴィエクシュネイ、ジェマイチュー・カルヴァリヤ

  - 南ジェマイティヤ方言:
    - ラセイネイ方言 - ラセイネイ、エルジュヴィルカス、ケルメ、パグラマンティス、スカウドヴィレ、タウラゲ、ヴィドゥクレ
    - ヴァルネイ方言 - ヴァルネイ、カルクレナイ、クルシェナイ、クヴェダマ、ラウクヴァ、シャウケナイ、シラレ、シュヴェクシュナ、ウジュヴェンティス、ジェマイチュー・ナウミエスティス
- アウクシュタイティヤ方言:
  - 西アウクシュタイティヤ方言:
    - カウナス方言 - カウナス、ビルシュトナス、ダウクシェイ、ガルレヴァ、グリシュカブーディス、イエズナス、ユルバルカス、カイシェドリース、カルヴァリヤ、カズルー・ルーダ、キーバルタイ、クディルコス・ナウミエスティス、リュバヴァス、ルクシェイ、マリヤンポレ、プリエナイ、プネ、シャケイ、ヴェリュオナ、ヴィルキヤ、ヴィルカヴィシュキス
      - クライペダ地方アウクシュタイティヤ方言 - パゲゲイ

    - シャウレイ方言 - シャウレイ、アリオガラ、バイソガラ、ギルカルニス、ヨナヴァ、ヨニシュキス、カルヌヤイ、パシュシュヴィース、ルディシュケイ、スカイストギリース、シャキーナ、シャウコタス、シルヴァ、ジャガレ

  - 東アウクシュタイティヤ方言:
    - アニークシュチェイ方言 - アニークシュチェイ、アドミーネ、バルニンカイ、リードゥケイ、パネムネリス、スヴェダサイ、ジェマイトキエミス
    - クピシュキス方言 - クピシュキス、パレヴェネ、パンデリース、パピリース、スカピシュキス、スバチュス
    - パネヴェジース方言 - パネヴェジース、ビルジャイ、ヨニシュケリス、カルサキシュキス、カヴァルスカス、クレケナヴァ、リンクヴァ、ミエジシュケイ、ネムネリオ・ラドヴィリシュキス、パスヴァリース、パシュヴィティニース、プシャロタス、ラグヴァ、ラミーガラ、サロチェイ、シエシカイ、スミルゲイ、シェドゥヴァ、トラウピス、ヴァバルニンカス、ヴァシュカイ、ヴィディシュケイ、ジェイメリス)
    - シルヴィントス方言 - シルヴィントス、ゲルヴォナイ、ギエドライチェイ、ムスニニンカイ、ウクメルゲ
    - ウテナ方言 - ウテナ、アランタ、ダウガイレイ、デベイケイ、ドゥセトス、イントゥルケ、クリャウノス、ククティシュケス、モレタイ、オベレイ、ロキシュキス、サラカス、ウジュパレイ、ザラサイ
    - ヴィルニュス方言 - ヴィルニュス、アドゥティシュキス、ダウゲリシュキス、ディエヴェニシュケス、ディースナ、ドテネナイ、ドゥークシュタス、イグナリナ、カルタネナイ、リンクメニース、マイシェガラ、ミエラゲナイ、ネメンチネ、パブラデ、パルーシェ、リムシェ、シュヴェンチョネレイ、シュヴェンチョニース、トヴェレチュス

  - 南アウクシュタイティヤ方言 - アリートゥス、アウクシュタドヴァリス、ドルスキニンカイ、ドゥスメニース、エイシシュケス、カベレイ、カネヴァ、レイパリンギス、マルツィンコニース、メルキネ、ムステイカ、ネムナイティス、パロメネ、ルダミナ、ルドネ、シムナス、ヴァルキニンカイ、ヴァレナ、ヴェイシエヤイ、ヴィエヴィス、ジャスレイ

## ヤウニュスやサリースによる分類
- ジェマイティヤ方言
- 西アウクシュタイティヤ方言
- 中部アウクシュタイティヤ方言
- 東アウクシュタイティヤ方言
- ズーキヤ方言
- スヴァルキヤ方言